# Castels et Bézenac
Castels et Bézenac község Franciaország Új-Aquitania régiójában, Dordogne megyében. Új községként 2017. január 1-jén jött létre két korábbi község: Castels és Bézenac egyesítésével. Lakosainak száma 805 fő (2022. január 1.).

## Népesség
| Lakosok száma | 799  | 809  | 819  | 815  | 812  | 808  | 805  |
|               | 2015 | 2017 | 2018 | 2019 | 2020 | 2021 | 2022 |